# Bogdan Alexandru Olteanu
Bogdan Alexandru Olteanu (ur. 11 maja 1981 roku w Bukareszcie) – rumuński siatkarz, grający na pozycji przyjmującego, reprezentant Rumunii. Od sezonu 2017/2018 występuje w drużynie Tricolorul LMV Ploeszti.

## Sukcesy klubowe
Puchar Niemiec:
- 2003, 2004

Mistrzostwo Niemiec:
- 2003

Puchar Hiszpanii:
- 2009, 2010

Mistrzostwo Hiszpanii:
- 2009, 2010

Puchar Francji:
- 2011

Mistrzostwo Francji:
- 2011

Puchar Argentyny:
- 2012, 2013, 2014

Klubowe Mistrzostwa Ameryki Południowej:
- 2013
- 2012, 2014

Mistrzostwo Argentyny:
- 2012, 2013, 2014

Klubowe Mistrzostwa Świata:
- 2014

Mistrzostwo Brazylii:
- 2016

Puchar Rumunii:
- 2018

Mistrzostwo Rumunii:
- 2018